# Лајал Абуд
Лајал Мунир Абуд (арап. ليال عبود; рођена 15. маја 1982) либанска је поп-певачица народне музике, уметник, песник-текстописац, концертна плесачица, модел, муслимански хуманитарац и бизнисвумен.